# Catedrala Vank
Catedrala Sfântul Mântuitor (armeană Սուրբ Ամենափրկիչ Վանք – Surb Amenaprkich Vank; persană کلیسای آمناپرکیچ – Kelisā ye Āmenāperkič), cunoscută de asemenea ca Biserica Surorilor Sfinte, este o catedrală de confesiune armeană localizată în districtul New Julfa din Isfahan, Iran. Adesea, este numită Vank (Վանք; وانک), care înseamnă „mănăstire” în limba armeană.